# خط طول 151° شرق
خط طول 151° شرق هو أحد خطوط الطول الجغرافية، والتي تمتد من القطب الشمالي الجغرافي إلى القطب الجنوبي الجغرافي، وحسب التحويل الزمني يتقدم خط طول 151° شرق عن خط غرينتش بـ10 ساعة و4 دقائق.

## من القطب إلى القطب
ينطلق خط طول 151° شرق من القطب الشمالي نحو القطب الجنوبي مرورا بالمناطق التي ترد في الجدول التالي:
| الإحداثيات                           | البلد أو الإقليم أو البحر | ملاحظات |
| ------------------------------------ | ------------------------- | --- |
| 90°0′N 151°0′E / 90.000°N 151.000°E  | المحيط المتجمد الشمالي    | |
| 76°50′N 151°0′E / 76.833°N 151.000°E | بحر سيبيريا الشرقي        | مرورا بشرق New Siberia Island, ياقوتيا, روسيا (في 75°7′N 150°59′E / 75.117°N 150.983°E) |
| 71°23′N 151°0′E / 71.383°N 151.000°E | روسيا                     | ياقوتيا ماغادان أوبلاست — من 64°20′N 151°0′E / 64.333°N 151.000°E |
| 59°34′N 151°0′E / 59.567°N 151.000°E | بحر أوخوتسك               | Passing between Zavyalov Island و the Koni Peninsula, ماغادان أوبلاست, روسيا (في 59°5′N 151°0′E / 59.083°N 151.000°E) · مرورا بشرق the Chirpoy islands, ساخالين أوبلاست, روسيا (في 46°31′N 150°56′E / 46.517°N 150.933°E) |
| 46°33′N 151°0′E / 46.550°N 151.000°E | المحيط الهادئ             | |
| 2°42′S 151°0′E / 2.700°S 151.000°E   | بابوا غينيا الجديدة       | جزيرة أيرلندا الجديدة |
| 2°48′S 151°0′E / 2.800°S 151.000°E   | المحيط الهادئ             | بحر بيسمارك |
| 2°57′S 151°0′E / 2.950°S 151.000°E   | بابوا غينيا الجديدة       | Dyaul Island |
| 2°58′S 151°0′E / 2.967°S 151.000°E   | المحيط الهادئ             | بحر بيسمارك |
| 5°23′S 151°0′E / 5.383°S 151.000°E   | بابوا غينيا الجديدة       | جزيرة جزيرة نيو بريتين |
| 6°2′S 151°0′E / 6.033°S 151.000°E    | بحر سليمان                | |
| 8°30′S 151°0′E / 8.500°S 151.000°E   | بابوا غينيا الجديدة       | جزيرة Kiriwina |
| 8°33′S 151°0′E / 8.550°S 151.000°E   | بحر سليمان                | |
| 9°35′S 151°0′E / 9.583°S 151.000°E   | بابوا غينيا الجديدة       | Sanaroa Island |
| 9°38′S 151°0′E / 9.633°S 151.000°E   | بحر سليمان                | |
| 9°55′S 151°0′E / 9.917°S 151.000°E   | بابوا غينيا الجديدة       | Normanby Island |
| 10°7′S 151°0′E / 10.117°S 151.000°E  | بحر سليمان                | |
| 10°16′S 151°0′E / 10.267°S 151.000°E | بابوا غينيا الجديدة       | Nuakata Island |
| 10°17′S 151°0′E / 10.283°S 151.000°E | بحر سليمان                | |
| 10°35′S 151°0′E / 10.583°S 151.000°E | بابوا غينيا الجديدة       | Basilaki Island |
| 10°39′S 151°0′E / 10.650°S 151.000°E | بحر المرجان               | مرورا عبر أستراليا's جزر بحر المرجان |
| 23°29′S 151°0′E / 23.483°S 151.000°E | أستراليا                  | كوينزلاند — Curtis Island و the mainland نيوساوث ويلز — من 28°44′S 151°0′E / 28.733°S 151.000°E, مرورا بغرب سيدني (في 33°52′S 151°12′E / 33.867°S 151.200°E)                                                              |
| 34°14′S 151°0′E / 34.233°S 151.000°E | المحيط الهادئ             | |
| 60°0′S 151°0′E / 60.000°S 151.000°E  | المحيط الجنوبي            | |
| 68°18′S 151°0′E / 68.300°S 151.000°E | القارة القطبية الجنوبية   | الإقليم الأسترالي في القارة القطبية الجنوبية, المطالب الإقليمية بالقارة القطبية الجنوبية by أستراليا |